# Red Star Anse-aux-Pins
Red Star Anse-aux-Pins ist ein Fußballverein auf den Seychellen, der zweimal seychellischer Meister wurde. 

## Geschichte
Der Verein entstand im Jahr 1993 durch die Spaltung des Anse-aux-Pins FC in Red Star Anse-aux-Pins und Saint  Michel United FC. Dies fand zum Ende einer Zeit der Regionalisierung des Fußballs auf den Seychellen zwischen 1982 und 1993 statt.
Der Verein konnte 1998 und 2001 den seychellischen Meistertitel gewinnen und spielte bis 2007 in der höchsten Spielklasse. Neben den 2 Meistertiteln konnte der Verein viermal den Pokal gewinnen sowie verschiedene andere nationale Wettbewerbe.
Red Star nahm bisher sechsmal an internationalen Wettbewerben teil. Sein bestes Ergebnis erreichte der Verein beim African Cup Winners’ Cup 1997 mit dem Erreichen der zweiten Runde.

## Erfolge
- FA Cup (Seychellen): 1995, 1996, 1999, 2004

## Statistik in den CAF-Wettbewerben
| Wettbewerb                    | Runde      | Gegner              | Hinspiel | Rückspiel | Gesamt          |
| ----------------------------- | ---------- | ------------------- | -------- | --------- | --------------- |
| African Cup Winners’ Cup 1996 | K.o.-Runde | SS Saint-Louisienne | 0:0      | 1:2       | 1:2             |
| African Cup Winners’ Cup 1997 | K.o.-Runde | Club S Namakia      | w.o. 1   | w.o. 1    | w.o. 1          |
| African Cup Winners’ Cup 1997 | 1          | CD Maxaquene        | w.o. 2   | w.o. 2    | w.o. 2          |
| African Cup Winners’ Cup 1997 | 2          | SS Saint-Louisienne | 0:2      | 0:3       | 0:5             |
| CAF Champions League 1999     | K.o.-Runde | SS Saint-Louisienne | 0:4      | 0:2       | 0:6             |
| African Cup Winners’ Cup 2000 | K.o.-Runde | FC Djivan           | 0:0      | 0:0       | 0:0 (0-2 n. E.) |
| CAF Champions League 2002     | K.o.-Runde | Simba SC            | 0:1      | 0:3       | 0:4             |
| CAF Confederation Cup 2005    | K.o.-Runde | Savanne SC          | 4:0      | 0:2       | 4:2             |
| CAF Confederation Cup 2005    | 1          | Supersport United   | 1:4      | 0:9       | 1:13            |